# Червоная Горка (Харьковская область)
Червоная Горка (укр. Червона Гірка), село, 
Червоно-Донецкий поселковый совет,
Балаклейский район,
Харьковская область.
Код КОАТУУ — 6320256004. Население по переписи 2001 г. составляет 34 (16/18 м/ж) человека.

## Географическое положение
Село Червоная Горка находится на берегу реки Северский Донец (укр. Сіверський Дінець). Вокруг много озер, болот, местами поросших лесом. Рядом садовые участки.
В районе сел Червоная Горка и Меловая находятся многочисленные меловые отложения.
В 2-х км находятся сёла
Копанка,
Червоный Шлях и
посёлок Пятигорское.

## Происхождение названия
В литературе часто встречается название с. Красная Горка.

## История
- Возле села Червоная Горка находится биритуальный могильник. Всего в могильнике было раскопано 310 захоронений, из них 121 захоронение было сделано по обряду телосжигания, 189 – по обряду ингумации. В могильнике было открыто 34 захоронения коней, которые в 16 случаях были захоронены вместе с человеком в общей могильной яме.[1]